# Yoshiyuki Sakamoto
Yoshiyuki Sakamoto (坂本 義行 Sakamoto Yoshiyuki?,  nacido el 30 de mayo de 1972 en Hyogo) es un exfutbolista japonés. Jugaba de delantero y su último club fue el Yokohama Flügels de Japón.

## Trayectoria

### Clubes
| Club             | País  | Año         |
| ---------------- | ----- | ----------- |
| Yokohama Flügels | Japón | 1991 - 1996 |

## Palmarés

### Títulos nacionales
| Título             | Club             | País  | Año  |
| ------------------ | ---------------- | ----- | ---- |
| Copa del Emperador | Yokohama Flügels | Japón | 1993 |